# Vitalius
Genre
Vitalius est un genre d'araignées mygalomorphes de la famille des Theraphosidae.

## Distribution
Les espèces de ce genre se rencontrent au Brésil et en Argentine.

## Liste des espèces
Selon World Spider Catalog (version 25.5, 03/02/2025) :
- Vitalius australis Galleti-Lima, Hamilton, Borges & Guadanucci, 2023
- Vitalius buecherli Bertani, 2001
- Vitalius chromatus (Schmidt, 2004)
- Vitalius dubius (Mello-Leitão, 1923)
- Vitalius lucasae Bertani, 2001
- Vitalius ornatissimus Bertani & Motta, 2024
- Vitalius paranaensis Bertani, 2001
- Vitalius restinga Bertani, 2023
- Vitalius sapiranga Bertani, 2023
- Vitalius sorocabae (Mello-Leitão, 1923)
- Vitalius vellutinus (Mello-Leitão, 1923)

## Systématique et taxinomie
Ce genre a été décrit par Lucas, Silva et Bertani en 1993 dans les Theraphosidae.

## Publication originale
- Lucas, Silva & Bertani, 1993 : « Vitalius a new genus of the subfamily Theraphosinae Thorell, 1870 from Brazil (Araneae, Theraphosidae). » Spixiana, vol. 16, p. 241-245 (texte intégral).